# Carl-Gustaf Lundgren
Carl-Gustaf Lundgren, född 12 december 1945 i Arvidsjaurs församling, Norrbottens län, död 25 maj 2009 i Arvidsjaurs församling, Norrbottens län, var en samisk politiker.

## Biografi
Carl-Gustaf Lundgren föddes 1945 i Arvidsjaurs församling. Han var son till Gunnar Lundgren och blev i rennäringsföretagare i Östra Kikkejaur sameby. Lundgren var partiledare för Vuovdega och invaldes 1997 som ledamot i Sametinget för Vuovdega. Han satt mellan 2001–2009 i Sametingets styrelse. Han var även medlem i Östra Kikkejaur sameby. Lundgren avled 2009 i Arvidsjaurs församling.